# حجة الخصائص غير المتوافقة

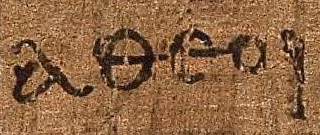

حجة الخصائص غير المتوافقة (بالإنجليزية: incompatible-properties argument)‏ وهي حجة ترى بأن أي وصف للإله غير متوافق مع الواقع. على سبيل المثال، إذا أخذنا وصف الإله كما هو مذكور في الكتاب المقدس، فإن الصفات التي يمتلكها الإله كما هي مذكورة في الكتاب المقدس قد تؤدي إلى تناقض.